# Nära mej, nära dej
Nära mej nära dej släpptes den 15 februari 2006 och är ett studioalbum av den svenska sångerskan Sanna Nielsen. Det placerade sig som högst på 12:e plats på den svenska albumlistan.

## Låtlista
1. Rör vid min själ (You Raise Me Up)
2. Nära mej
3. Vägen hem
4. Mitt drömda land
5. Koppången
6. En okänd värld
7. Där mitt hjärta för evigt bor
8. Jag är
9. I natt
10. Om du var min
11. Allt som du är
12. Härifrån till evigheten
13. I morgonens ljus

## Listplaceringar
| Lista (2006) | Topplacering |
| ------------ | ------------ |
| Sverige      | 12 .         |